# L'Abergement-Sainte-Colombe
L'Abergement-Sainte-Colombe este o comună în departamentul Saône-et-Loire, Franța. În 2009 avea o populație de 1.087 de locuitori.

## Evoluția populației
| An        | 1975 | 1982 | 1990 | 1999 | 2006  | 2009  |
| --------- | ---- | ---- | ---- | ---- | ----- | ----- |
| Populație | 622  | 702  | 876  | 934  | 1.042 | 1.087 |